# Волчья (приток Северского Донца)
Во́лчья (укр. Во́вча) — река в Белгородской области России и Харьковской области Украины, левый приток Северского Донца.

## Описание

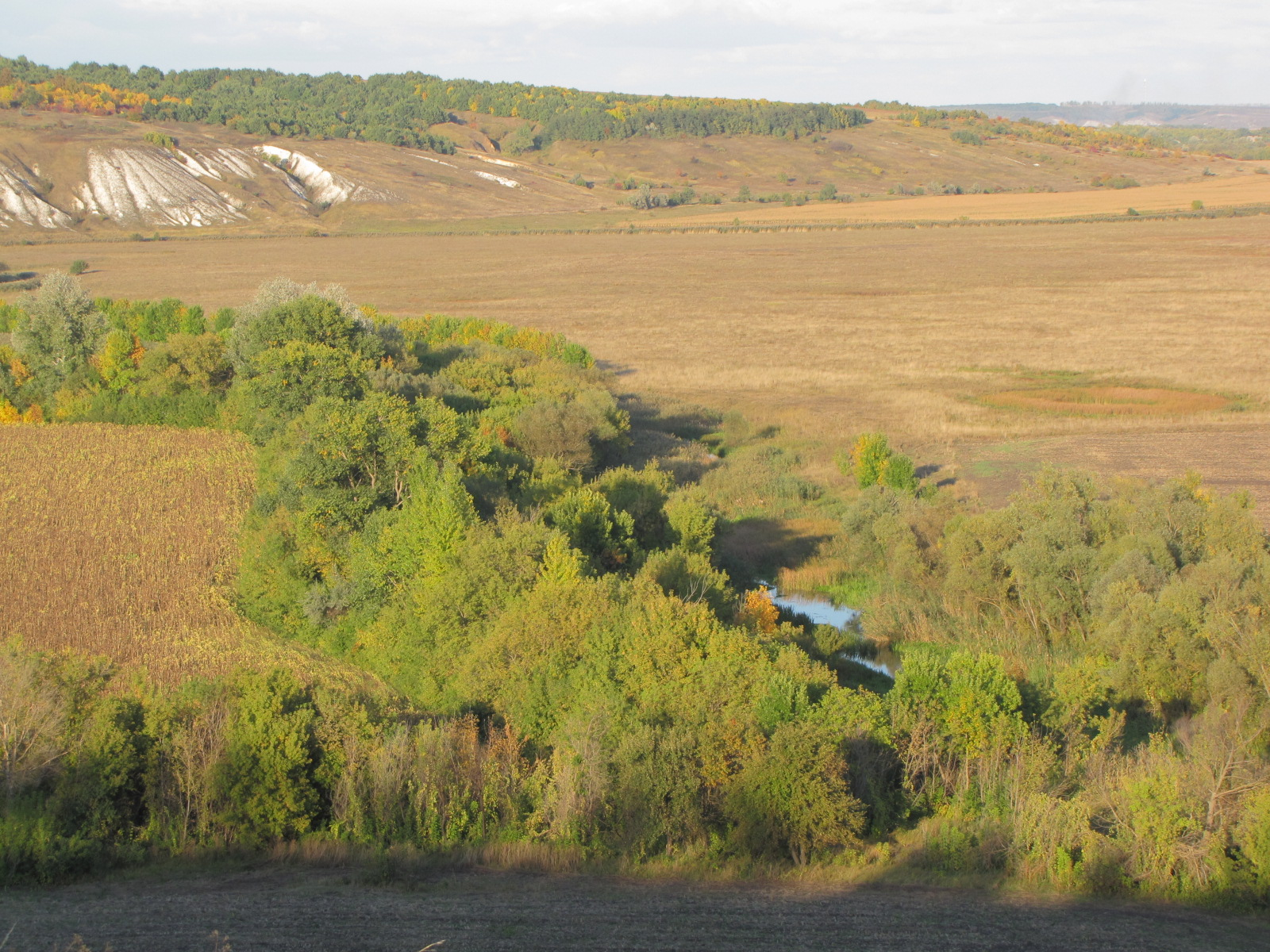
Река Волчья недалеко от истока у села Малая Волчья

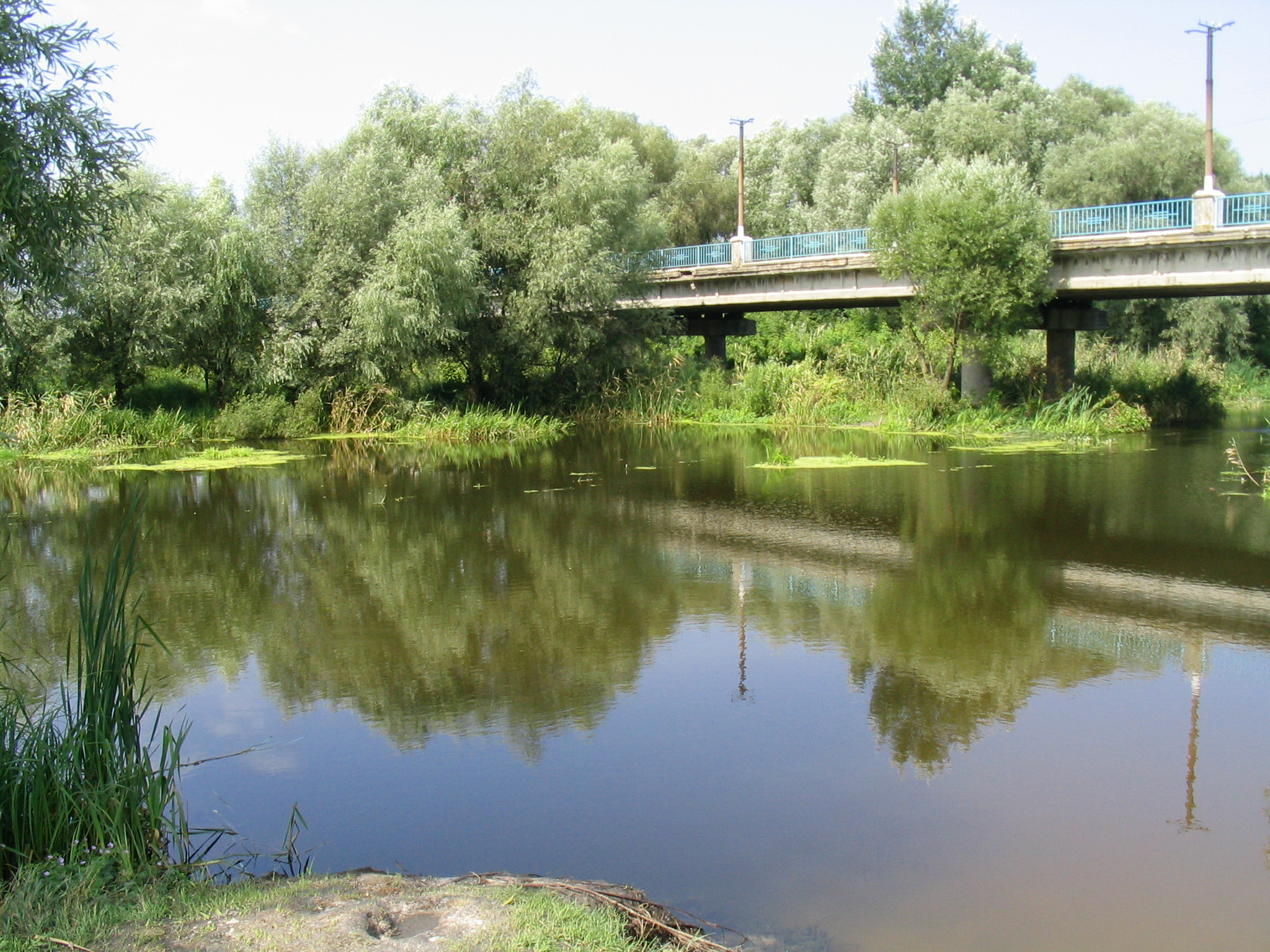
Мост через реку в Волчанске

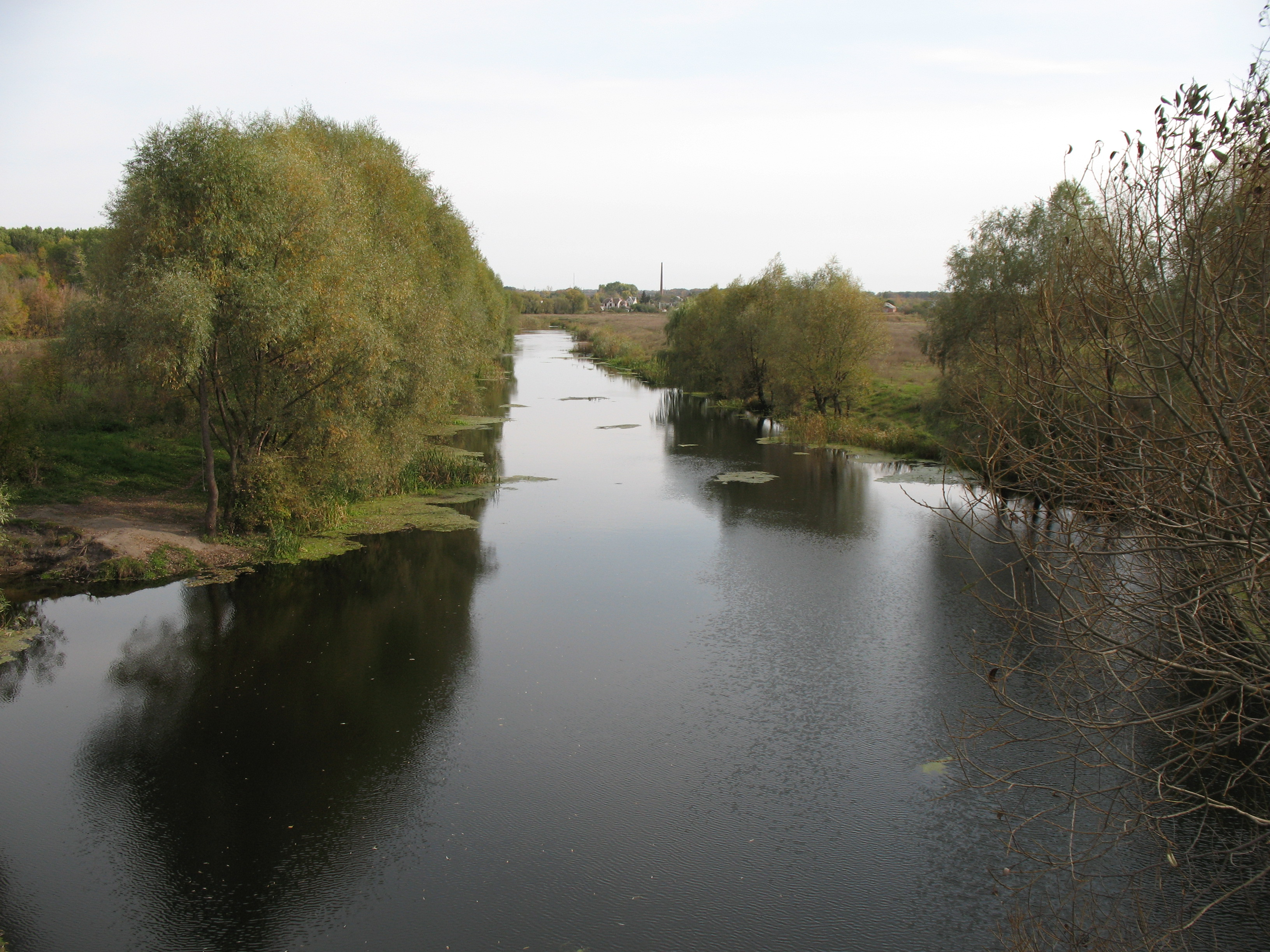
Вид реки

Длина реки — 88 км, площадь водосборного бассейна — 1340 км². Исток реки расположен 50°30′ с. ш. 37°35′ в. д. в Белгородской области, между сёлами Шидловка и Волчья Александровка. На реке Волчья в 6 километрах от её устья расположен город Волчанск. Расход воды в 6 км от устья составляет 3,11 м³/с. Река Волчья впадает в Северский Донец в 111 км от его истока. Наклон реки 0,93 м/км.
В 66 км от устья у села Охрименко впадает левый приток Плотва.

## Легенда

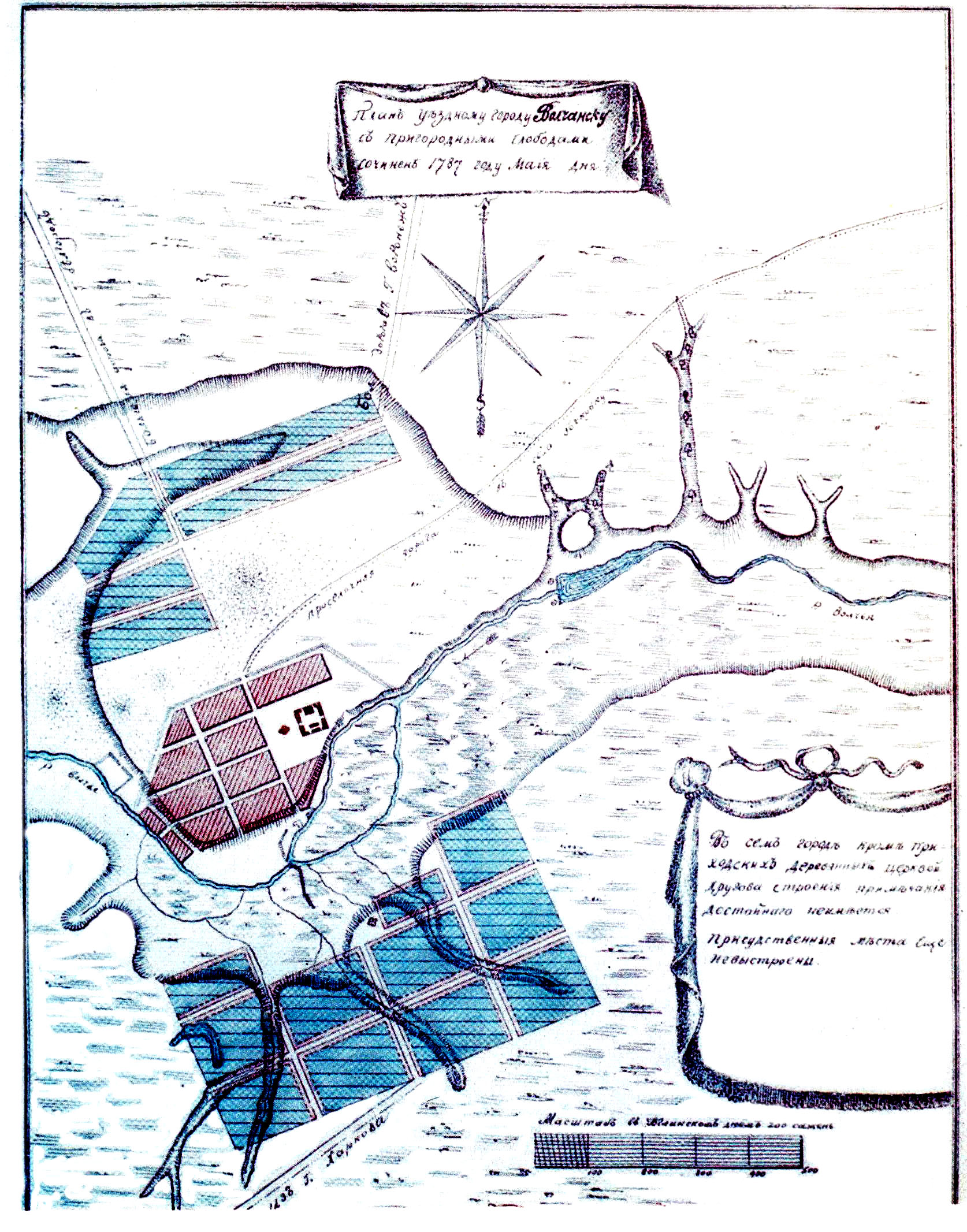
Волчья в районе Волчанска на карте 1787 года

Существует красивая легенда, которая описывает возникновение реки Волчьей, которая раньше называлась Волчьи Воды.
Когда-то давно на территории нынешнего Волчанского района обитало много волков. И вот в одной стае умер вожак. Его жена, волчица, решила взять на себя функции вожака в стае. Но, далеко не все волки на это согласились, что привело к тому, что стая разделилась на две враждующие части. Волчица со своею частью стаи ушла на восток и начала рыть в горе большое логово, чтоб там надёжно спрятать своих соратников от врагов. Но неожиданно произошло то, чего они не ожидали: из логова вдруг хлынула вода и образовалась река, которую мы сейчас знаем как Волчью. Ещё долго эта река помогала волчице и её стае и многие-многие годы волки жили на территории Волчанщины. Однако в 50-е годы XX века терпение людей, у которых волки воровали скот, лопнуло и было принято решение истребить всех волков. Теперь в районе Волчьей они стали большой редкостью.

## Течение
Объекты на реке Волчья (от истока к устью)
| Страна       | Область      | Расст. от устья, км | Расст. от истока, км | Название     | Тип          | Примечание                          |
| ------------ | ------------ | ------------------- | -------------------- | ------------ | ------------ | ----------------------------------- |
| Флаг России  | Белгородская | 90                  | 0                    |              | исток        |                                     |
| Флаг Украины | Харьковская  | 62                  | 28                   | Плотва́ I     | левый приток | длина 12 км, бассейн 220 км²        |
| Флаг Украины | Харьковская  | 34                  | 56                   | Плотва́ II    | левый приток | длина 32 км, бассейн 270 км²        |
| Флаг Украины | Харьковская  | 24                  | 66                   | Кара́ечный Яр | левый приток | длина 17 км, бассейн 71 км²         |
| Флаг Украины | Харьковская  | 21                  | 69                   | Бе́лый Яр     | левый приток | длина 14 км, бассейн 42 км²         |
| Флаг Украины | Харьковская  | 6                   | 84                   | Волчанск     | город        | ← среднегод. расход 3,11 м³/с       |
| Флаг Украины | Харьковская  | 0                   | 90                   |              | устье        | в 111 км от истока Северского Донца |